# Фрейре, Арналду
Арналду Фрейре (порт.-браз. Arnaldo Freire, род. 25 декабря 1968, Сан-Паулу, Бразилия) — бразильский композитор, гитарист, педагог, продюсер.

## КомпозицияАрналду Фрейре
Арналду Фрейре получил музыкальное образование в Консерватории Гуарульюс, а также в институте Souza Lima on Booklyn paulista. В настоящее время Арналду Фрейре специализируется по классу композиции в Федеральном университете штата Гояс — UFG.
Его композиция «Апокалипсис» для гитары соло была награждена Секретариатом Культуры г. Гояния. В получившем приз короткометражном фильме Roxanne Towers «Catadores de Papel» представлена оригинальная инструментовка Арналду Фрейре. Также большой интерес представляет его музыка к кинофильмам режиссёра Lázaro Ribeiro: «Entre Memórias e Conquistas», «Umas e Outras» и «Maria da Gruta».
В произведениях Арналду Фрейре представлены изысканные ритмы бразильской музыки: народные песни, самба, вальс и др., смешанные с посттональными техниками, утончёнными контрапунктами и необычной инструментовкой.
Произведения Арналду Фрейре цитируются в книге «Руководство по современной музыке Бразилии» выпущенной редакцией CDMC — Brasil (филиал Центра документации современной музыки, базирующийся на основе «Города музыки» — Парк Ла-Вилетт, Париж).

## Краткий каталог произведений Арналду Фрейре
OP. 01 — «RITUAL DA ALMA», Прелюдия № 1 для гитары.
OP. 02 — «SAUDADE», Прелюдия № 2, для гитары.
OP. 03 — «AR E MAR», Прелюдия № 3, для гитары.
OP. 04 — «GLEISSON & LEYBER», для двух гитар.
OP. 05 — «ENCONTRO DE RIOS», Прелюдия № 4, для гитары.
OP. 06 — «CORREDEIRAS», для четырёх гитар.
OP. 07 — «A BRUXA TIBETANA», Прелюдия № 5, для гитары.
OP. 08 — «APOCALYPSE», для гитары.
OP. 09 — «O MONTE CINCO», для струнного оркестра, вдохновлённый книгой Пауло Коэльо.
OP. 10 — «SUÍTE EXPERIMENTAL», квартет для деревянных духовых инструментов.
OP. 11 — «IMPROVISO», Прелюдия № 6, для флейты.
OP. 12 — «SAÍDA PELA ESQUERDA», концертино в стиле кантри для скрипки и виолончели.
OP. 13 — «FUNK», для флейты.
OP. 14 — «CONCERTO FESTIVO», для гитары и оркестра.
OP. 15 — «SUÍTE BRASILEIRA № 1», для флейты и кларнета.
OP. 16 — «FANTASIA CONCERTANTE», для контрабаса и фортепиано.
OP. 17 — «KALONI», Прелюдия № 7, для гитары.
OP. 18 — «O LIVRO DE AMORES MODAIS», для двух голосов (поэзия Cristiano Siqueira).
OP.19 — «PROCISSÃO», для гобоя и струнного оркестра.
OP. 20 — «TRITONAL», для трёх гитар.
OP. 21 — «SUÍTE BRASILEIRA № 2», для флейты пикколо и контрабаса.
OP. 22 — «A FLORESTA MÁGICA», для контрабаса и фортепиано.
OP. 23 — «PROSAS BÁRBARAS», для симфонического оркестра, основано на одноимённом произведении Eça de Queiroz.
OP. 24 — «CAIXINHA DE MÚSICA», для фортепиано.
OP. 25 — «SUÍTE BREVE», для гитары.
OP. 26 — «CANÇÕES SIMPLES», для флейты и гитары.
OP. 27 — «BRIGA DE PÁSSAROS», для гитары.
OP. 28 — «O LIVRO DOS INSETOS», для гитары.
OP. 29 — «SUÍTE MÍSTICA» для флейты.
OP. 30 — «SUITE BRASILEIRA № 3», для гитары и квартета деревянных духовых инструментов.
OP. 31 — «CONCERTINO», для гитары, струнных и ударных инструментов.
OP. 32 — «O LIVRO DE SENTIMENTOS», для двух флейт.
OP. 34 — «TRANSCENDÊNCIA» для меццо-сопрано и камерного оркестра на слова Alexandra Machado.
OP. 35 — «SUÍTE», для трубы соло.
OP. 36 — «O LIVRO DE VIAGENS № 1», для двух контрабасов.
OP. 37 — «O LIVRO DE ADRIANA», серия для обучения на контрабасе соло (33 пьесы).
OP. 38 — «A HISTÓRIA DO CHORO», для флейты и гитары.
OP. 39 — «CANTO», для сопрано, флейты и гитары на слова Фернандо Круза.
OP. 43 — «SUÌTE», для фагота соло.
OP. 44 — «AS PAISAGENS QUE TROUXEMOS», для сопрано и струнного оркестра на слова Фернандо Круза.
OP. 45 — «SUÍTE PARA CLARINETA», для кларнета соло.
OP. 50 — «OS DOZE ESTUDOS», для гитары.
OP. 52 — "SUÍTEBRASILEIRANº4, для флейты и струнного трио.
OP. 54 — «SETE LEMBRANÇAS DE UM FLAUTIM», для флейты пикколо.
OP. 58 — «CENASBRASILEIRAS», дуэт для кларнетов.
OP. 59 — «PRELÚDIO, VALSA & FREVO», для гобоя соло.
OP. 67 — «CONCERTINO», для тромбона и струнных.
OP. 68 — «A FLORESTA DE BEATRIZ», для клавесина.
OP. 70 — «O DERRADEIRO», для Big Band.
OP.72 — «Três Melodias Marianas», для флейты соло.

## Преподавательская деятельность
Педагогическая деятельность Арналду Фрейре весьма разнообразна. Являясь автором нескольких методик преподавания игры на гитаре, Арналду Фрейре также преподает ударные инструменты и контрабас. Он неоднократно был награждён Муниципалитетом по спорту, культуре и отдыху за участие в шоу «Violão e Violonistas Goianos».
В 1996 году он записывает и выпускает серию видеоуроков «Ритмы», чем устанавливает новый стандарт в групповых занятиях игры на гитаре. Благодаря коллективной работе и практике с видеоуроками (курс состоит из 3 последовательных этапов, организованных в 48 уроках), студенты учатся ритмам популярной музыки. Основная часть этой работы доступна для студентов в интернете, что позволяет изучать материал в домашних условиях. По методике Арналду Фрейре в начальные годы обучения учащихся следует объединять (1 и 2 класс, 3 и 4 класс), следующие годы обучения проходят индивидуально. Также автор советует объединять классы для совместного выступления, и первый выход на сцену может быть запланирован уже после второго месяца обучения в школе.
Ведя педагогическую деятельность на протяжении 21 года в г. Гояния, Арналду Фрейре основал хоровые и гитарные классы в нескольких колледжах (Marista, Dinâmico, Disciplina, Maria Betânia, Agostiniano, COC e Olimpo), а также был преподавателем подготовительного курса Programa de Avaliação Seriada в Университете Бразилии.
Для работы со студентами Арналду Фрейре использует свои материалы и мультимедийные ресурсы, аудио/видео литературу, а также собственные произведения. Многие материалы доступны бесплатно в Интернете для использования учащимися в онлайн режиме.

## Продюсерская деятельность
В качестве музыкального продюсера Арналду Фрейре, спонсируемый Колледжем Dinâmico, создал «Главный оркестр Planalto». Проект более чем на $100,000.00 был реализован в первой половине 1999 года, когда частные школы переживали период «рыночного бума». Были даны двенадцать концертов за четыре месяца, один из которых спонсировался Посольством Швеции. Композитор Acchille Picchi специально для этого случая написал произведение «Pascha Nostrum» для хора и оркестра.
Учебное видеопособие Арналду Фрейре «Ritmos & Estilos» продаёся в газетных киосках и распространяется Distribuidora Garden. Распроданы две тысячи копий. Также в 2002 году был реализован компакт-диск «O violão em Goiás» лимитированным количеством 2000 копий, которое было распродано в течение двух месяцев.
В 2000 году Арналду Фрейре выступал вместе с хором колледжа Dinâmico на национальном телевидении в программе «Jornal Hoje», посвящённой празднованию 500-летия Бразилии.
В 2003году CD «Pura Viola» композитора Anacleto João de Deus был реализован в Интернете тиражом более тысячи копий. В 2005году на сайте www.arnaldofreire.com было представлено его методическое пособие «Ritmos & Estilos» при участии дистрибьютора Jardim и продано более три тысячи копий.
Также Арналду Фрейре организовал мировую премьеру «Oviedo Impressions» композитора Мэри Энн Джой на Международной конференции в Poços de Caldas, Бразилия.

## Исполнительская деятельность
Как исполнитель-гитарист Арналду Фрейре получил несколько наград, в том числе на Международном конкурсе гитаристов на факультете Mozarteum (Сан-Паулу, 1988 г.) и Международном конкурсе гитаристов Souza Lima (Сан-Паулу, 1996 г.). В 1995 — 97 годах Арналду Фрейре под руководством дирижёра Joaquim Jayme и при участии Симфонического Оркестра Гоянии сделал несколько премьер ранее не исполнявшихся концертов для гитары и оркестра.
Концерты известных бразильских композиторов Achille Picchi, Odemar Brígido, Neder Nassaro, Frederico Richter, Eduardo Escalante и Estércio Marquez были написаны специально для Арналду Фрейре.
В 1999 и 2000 годах гитарист даёт цикл концертов совместно с симфоническим оркестром Santa Maria в Rio Grande do Sul и дирижёром Ricardo Tacuchian (Academia Brasileira de Música), где прозвучали премьеры двух концертов для гитары и симфонического оркестра Frederico Richter. В 2002году состоялась премьера Концерта Соль-мажор Pedro Cameron (дирижёр Eliseu Ferreira, оркестр Goyazes).
Его успех как исполнителя в настоящее время признается иностранными композиторами. Danielle Baas (Бельгия), Harry Hewitt (США), Naphtaly Lahav (Израиль), Carlos Carmona (Аргентина), Paulo Galvão (Португалия) написали свои произведения специально для Арналду Фрейре.
Его шоу «A Volta ao Mundo em Seis Cordas» («Вокруг света на 6 струнах») является самой яркой презентацией инструментальной музыки, представленной в штате Гояс с 1995 года, и звучало на Церемонии награждения Jaime Câmara de Propaganda, Congressos do Pensar, Congresso Luso-brasileiro de Morfologia и многих других.
Его вклад в современный музыкальный репертуар является весьма значительным и существенным и перечислен отдельно.

## Вклад в современный репертуар
Achille Picchi
«Три поэтические поэмы» для гитары и симфонического оркестра *
Achille Picchi
«Три пьесы» для гитары соло
Achille Picchi
«Лесные сцены» для духового квинтета
Angélica Faria
«Три лика любви» для флейты, гитары и малого симфонического оркестра
Fernando Lewis de Mattos
Концерт для гитары и оркестра
Estércio Márquez
«Камерный концерт» для гитары и малого симфонического оркестра *
Estércio Márquez
Музыка для флейты и гитары № 1
Estércio Márquez
Музыка для флейты и гитары № 2
Eduardo Escalante
Концерт для гитары и оркестра *
Eduardo Escalante
Концертино № 3 для флейты, гитары и оркестра **
Frederico Richter
Концерт № 1 для гитары и оркестра ***
Frederico Richter
Концерт № 2 для гитары и оркестра ***
Neder Nassaro
Концерт для гитары и струнного оркестра
Nestor de Holanda Cavalcanti
«Три народные песни» для гитары и струнного квартета
Odemar Brígido
Концерт для гитары и симфонического оркестра
Pedro Cameron
Концерт для гитары и струнного оркестра
Rodrigo Lima
Вариации для гитары и струнного оркестра
Sérgio Vasconcelos-Corrêa
Этюд № 2 для гитары соло
Wanderley Carlos Martins
Квинтет № 1 для духового квинтета
- — симфонический оркестр Гоянии
  -  — оркестр Antiga Fundação Cultural (Белу-Оризонти)
    -  — симфонический оркестр Санта Марии (Риу-Гранди-ду-Сул)